# Miss Angola
Miss Angola est un concours de beauté féminin, créé en 1997, organisé en Angola. La tenante du titre représente son pays à l'élection de Miss Univers et ses dauphines à l'élection de Miss Monde et à d'autres concours internationaux.

## Lauréates
| Années | Nom                     | Classement à Miss Univers    |
| ------ | ----------------------- | ---------------------------- |
| 1997   | Emília Guardado         |                              |
| 1998   | Egídia Torres           |                              |
| 1999   | Eunice da Cunha Manita  |                              |
| 2000   | Hidianeth Luisa Cussema |                              |
| 2001   | Geovana Pinto Leite     |                              |
| 2002   | Ana José Sebastião      | Top 15 semi-finaliste (2003) |
| 2003   | Telma de Jesus Sonhi    | Top 15 semi-finaliste (2004) |
| 2004   | Zenilde Josias          |                              |
| 2005   | Isménia Júnior          |                              |
| 2006   | Micaela Patricia Reis   | Top 10 finaliste (2007)      |
| 2007   | Lesliana Pereira        |                              |
| 2008   | Nelsa Alves             |                              |
| 2009   | Jurema Ferraz           |                              |
| 2010   | Leila Lopes             | Miss Univers 2011            |
| 2011   | Marcelina Vahekeni      |                              |
| 2012   | Vaumara Rebelo          |                              |
| 2013   | Zuleica Wilson          |                              |
| 2014   | Witney Shikongo         |                              |
| 2015   | Luísa Baptista          |                              |
| 2016   | Lauriela Martins        |                              |
| 2017   | Ana Liliana Avião       |                              |
| 2018   | Salett Miguel           |                              |
| 2021   | Swelia António          |                              |
| 2023   | Ana Bárbara Coimbra     |                              |
| 2024   | Nelma Ferreira          |                              |
| 2025   | Maria Cunha             |                              |

## Représentante à Miss Monde
| Année | Nom                    | Classement à Miss Monde |
| ----- | ---------------------- | ----------------------- |
| 1998  | Maria Cortez de Lemos  |                         |
| 1999  | Lorena Silva           |                         |
| 2000  | Deolinda Manuel Vilela |                         |
| 2001  | Alexandra Da Rocha     |                         |
| 2002  | Rosa Mujinga Muxito    |                         |
| 2003  | Celma Antunes Carlos   |                         |
| 2004  | Silvia João de Deus    |                         |
| 2005  |                        |                         |
| 2006  | Stiviandra Oliveira    | Top 6 finaliste         |
| 2007  | Micaela Patricia Reis  | 1re dauphine            |
| 2008  | Birgite dos Santos     | Top 5 finaliste         |
| 2009  | Nadia Silva            |                         |
| 2010  | Ivanita Jones          |                         |
| 2011  |                        |                         |
| 2012  | Edmilza dos Santos     |                         |
| 2013  | Maria Castelo          |                         |
| 2014  |                        |                         |
| 2015  |                        |                         |
| 2016  |                        |                         |
| 2017  | Judelsia Bache         |                         |
| 2018  | Nelma Ferreira         |                         |
| 2019  | Brezana Da Costa       |                         |
| 2021  | Ruth Carlos            |                         |
| 2023  | Florinda José          |                         |